# مامادو شريف ديا
مامادو شريف ديا (بالفرنسية: Mamadou Chérif Dia) هو منافس ألعاب قوى مالي، ولد في 13 مارس 1985 في كايس في مالي.

## وصلات خارجية
- مامادو شريف ديا على موقع الاتحاد الدولي لألعاب القوى (الإنجليزية)
- مامادو شريف ديا على موقع اللجنة الأولمبية الدولية (الإنجليزية)
- مامادو شريف ديا على موقع أوليمبيديا (الإنجليزية)